# Wielandieae
Wielandieae es una tribu de plantas de la  familia Phyllanthaceae. Comprende 10 géneros.